# Fabriciana anticopupullata
Fabriciana anticopupullata är en fjärilsart som beskrevs av Ruggero Verity 1950. Fabriciana anticopupullata ingår i släktet Fabriciana och familjen praktfjärilar. Inga underarter finns listade i Catalogue of Life.